# Polana między Kopieńcami
Polana między Kopieńcami lub po prostu Przełęcz między Kopieńcami – polana na Przełęczy między Kopieńcami (1109 m n.p.m.) w polskich Tatrach Zachodnich. Zajmuje siodło przełęczy oraz północne, należące do Doliny Suchej stoki pod przełęczą. Położona jest na wysokości około 1080–1109 m n.p.m. Dawniej należała do Hali Kopieniec. Po utworzeniu Tatrzańskiego Parku Narodowego zniesiono jej użytkowanie i polana stopniowo, ze szkodą dla różnorodności biologicznej zarasta lasem. W 1965 miała powierzchnię ok. 8 ha. W 2004 po 40 latach od zaprzestania jej użytkowania powierzchnia polany zmniejszyła się o ok. 67%. Przez polanę przechodzi kilka ścieżek, ale nie są dostępne turystycznie.